# Dônica
Dônica é uma banda brasileira formada em 2014, com influências do rock progressivo e do Clube da Esquina. O grupo é composto por Tom Veloso, filho de Caetano Veloso, que atua como integrante e compositor, André Almeida na bateria, José Ibarra como vocalista e pianista, Lucas Nunes na guitarra e Miguel Guimarães (Miguima) no baixo. 

## História
A banda Dônica é um grupo musical brasileiro que surgiu em 2014, trazendo consigo influências do rock progressivo e do Clube da Esquina. Composta por Tom Veloso, filho de Caetano Veloso, como integrante compositor, a banda chamou a atenção da mídia devido ao privilegiado parentesco, o que abriu portas no cenário musical. No entanto, essa relação familiar também pode ter dificultado o reconhecimento dos méritos do primeiro álbum da banda, intitulado "Continuidade dos parques".
 Ao longo de cinco anos de existência, tanto Tom Veloso quanto o vocalista, músico e compositor José Ibarra, cresceram e se destacaram em suas respectivas carreiras musicais. Tom estabeleceu parcerias com renomados artistas, como Cézar Mendes, e participou do show "Ofertório" ao lado de seu pai e irmãos. Já José Ibarra conquistou elogios do público ao integrar a banda de Milton Nascimento, assumindo inclusive a parte que cabia a Lô Borges no repertório do icônico álbum duplo "Clube da Esquina", lançado em 1972.
Enquanto isso, eles lançaram um single duplo intitulado "Dônica no estúdio Mangolab", disponibilizado em julho de 2019. O disco acústico apresenta a música "Bicho burro", do primeiro single da banda, em uma nova versão interpretada pelo trio de violões formado por José Ibarra, Tom Veloso e Lucas Nunes. Além disso, o single também traz a faixa inédita "Você ainda existe", que foi gravada ao vivo em agosto de 2018 e agora integra oficialmente a discografia da Dônica.
Zé Ibarra, um dos integrantes da banda, teve a oportunidade de se apresentar no último show da turnê "Semente da Terra" de Milton Nascimento. Embora ele seja um talentoso músico que toca teclado, piano e violão, ele não se considera um exímio violonista. No entanto, o convite de Milton Nascimento foi aceito e Zé Ibarra teve a chance de participar desse momento especial.
A banda Dônica ganhou destaque com seu primeiro álbum, "Continuidade dos Parques", e teve a oportunidade de se apresentar em grandes festivais, como Rock in Rio e Lollapalooza. Além disso, eles foram capa de revistas e compartilharam o palco com Milton e Caetano Veloso. Com base nesses feitos, eles estão planejando uma mudança para São Paulo, especialmente após se aproximarem do trio paulistano O Terno.
Em 2015, durante o Rock in Rio, Tom Veloso teve a oportunidade de se apresentar ao lado da Dônica. Tom é amigo de infância dos outros músicos da banda. A Dônica é empresariada por Paula Lavigne, ex-mulher e também empresária de Caetano Veloso.

## Integrantes
- Tom Veloso
- André Almeida
- José Ibarra
- Lucas Nunes
- Miguel Guimarães (Miguima)

## Discografia

### Álbuns
- Continuidade dos parques" (2018)

### EPs
- "Dônica" (2014)

1. ↑  «Dônica lança música inédita em single duplo enquanto prepara o segundo álbum da banda». G1. 19 de julho de 2019. Consultado em 27 de junho de 2023
2. ↑  «Vem conhecer Zé Ibarra, da Dônica | Randômicas». VEJA SÃO PAULO. Consultado em 27 de junho de 2023
3. ↑  Moretti, Juliene. «Da banda Dônica, Zé Ibarra faz show solo»
4. ↑  G1, Do; Paulo, em São (14 de setembro de 2015). «'Filhos de peixe': Rock in Rio tem Vivi Seixas, Alice Caymmi, Dônica e mais». Rock in Rio 2015. Consultado em 27 de junho de 2023
5. ↑  «Tom Veloso diz como ser filho de Caetano ajuda ou atrapalha na trajetória dele na banda Dônica». Música. 14 de abril de 2016. Consultado em 27 de junho de 2023
6. ↑  «Zé Ibarra e a sede pela efervescência pós-pandemia». Trip. Consultado em 27 de junho de 2023